# Professor Pyg
Professor Pyg é um personagem fictício da DC Comics e inimigo de Batman e Robin. Foi criado por Grant Morrison e apareceu pela primeira vez em Batman #666 (Julho de 2007). è um personagem regular na banda desenhada Batman e Robin. O seu nome verdadeiro, Lazlo Valentin, foi revelado em Batman e Robin #3, um "extremo" chefe de circo de baixo custo.
Mais tarde o vilão começou a ser uma presença regular nos quadrinhos do Batman,tendo já aparecido em mais de 100 HQs. Este vilão já foi até adaptado em live-action para a série da FOX, 
Gotham.